# Phill Lewis
Phill Lewis là một nam diễn viên truyền hình người Mỹ chủ yếu trong các phim hài. Anh nổi tiếng với vai quản lý khách sạn Tipton, Moseby, trong bộ phim truyền hình sitcom Cuộc sống thượng hạng của Zack và Cody.

## Tiểu sử
Phill Lewis là người Mỹ gốc Phi. Anh sinh ra tại Uganda, là con trai của Delano Lewis, một người Mỹ gốc Phi từng phục vụ cho quân đội Mỹ và từng nắm giữ cương vị đại sứ Mỹ tại Nam Phi.
Phill Lewis lần đầu tiên tham gia diễn xuất vào năm 1991 trong bộ phim truyền hình Teech, nhưng bộ phim nhanh chóng bị hủy bỏ sau 4 tập công chiếu do lượng khán giả quá ít ỏi.
Sau thất bại đầu tiên trong nghề nghiệp, Lewis liên tiếp dính vào các cáo buộc phạm tội. Tháng 12 năm 1991, anh bị bắt vì tội lái xe trong khi uống rượu và gây ra tai nạn giao thông làm chết cô gái 21 tuổi Isabel Duarte tại Maryland. Tại tòa, Lewis bị tuyên phạt 5 năm tù giam, 2 năm thử thách và 350 giờ lao động công ích cho cộng đồng. Sau đó, thẩm phán đã quyết định cho Lewis hưởng án treo 4 năm, và anh đã làm việc cùng đoàn kịch của nhà tù, tham gia biểu diễn tại các trường học và nhà thờ với mục đích tuyên truyền hậu quả của việc lạm dụng ma túy.
Sau những rắc rối pháp luật, Lewis đã quay trở lại nghiệp diễn xuất và thu được nhiều thành công khi đóng vai quản lý khách sạn Tipton nóng nảy và nghiêm khắc, Marion Moseby, trong bộ phim truyền hình sitcom ăn khách Cuộc sống thượng hạng của Zack và Cody. Anh cũng tham gia đóng nhiều phim nữa cho Disney và các bộ phim truyền hình khác với tư cách khách mời. Lewis cũng trở thành người đồng dẫn chương trình của Disney Channel Games lần đầu tiên được tổ chức cùng với bạn diễn Brian Stepanek.
Lewis đã tham gia bộ phim Dadnapped của Disney trong năm 2009.